# شهرستان بنتون (آرکانزاس)
شهرستان بنتون، آرکانزاس (به انگلیسی: Benton County, Arkansas) شهرستانی در ایالات متحده آمریکا است که در آرکانزاس واقع شده‌است.

## خصوصیات
شهرستان بنتون ۲٬۲۸۹٫۵۶ کیلومترمربع مساحت دارد.